# Wikivoyage
Wikivoyage er en fri webbaseret rejseguide for både rejsedestinationer og emner relateret til rejser, der er skrevet af frivillige forfattere.
Navnet er sammensat af ordene "Wiki" (et websted hvor enhver ved hjælp af en browser kan oprette, vedligeholde og forfatte webdokumenter og websider i samarbejde med andre) og "Voyage", det franske ord for rejser, udflugter og ture.
Projektet blev startet da redaktører fra den tyske og italienske version af Wikitravel i september 2006 besluttede at flytte deres aktiviteter og daværende indhold til et nyt websted. Resultatet blev Wikivoyage, der gik i luften den 10. december 2006, ejet og drevet af en tysk forening stiftet til formålet, Wikivoyage e.V. Indholdet blev udgivet under copyleftlicensen Creative Commons Attribution-ShareAlike.
I 2012 besluttede den engelsksprogede version af Wikitravel også at flytte, efter en længerevarende utilfredshed med deres eksisterende vært. Resultatet blev at den engelske Wikivoyage blev forenet med alle de øvrige sprogversioner af Wikivoyage hos Wikimedia Foundation, en nonprofitorganisation, der også er vært for blandt andre Wikipedia. Wikivoyage blev flyttet til Wikimedia Foundations servere i december 2012, og Wikivoyage blev officielt relanceret som et Wikimedia-projekt den 15. januar 2013.